# Seven Secrets
Seven Secrets es un álbum de la banda irlandesa Fruupp. Fue lanzado en el año 1974 y grabado en enero del mismo año. 

## Análisia
"Seven Secrets" es un álbum en el cual Fruupp muestra todo su talento. Es un álbum introspectivo, temas como "White Eyes" una canción nocturna con partes progresivas (cosa que puede resultar irritante), o como "Garden Lady", uno de los mejores temas de este trabajo, con un inicio progresivo, incluso violento, potente y enigmático, aunque más enigmático aún, "Wise As Wisdom" oscura composición que, inevitablemente, crea una atmósfera esotérica y misteriosa. "Three Spires" tema en donde Peter, guitarrista solista de la banda, hace de vocalista, cantando una dulce melodía. "Elizabeth" quizás sea la mejor composición de "Seven Secrets", en definitiva, un álbum muy exclusivo y creativo de alto  nivel.

## Personal
- Peter Farrelly: bajo, flauta, voz
- Martin Foye: batería, percusión
- Stephen Houston: teclados, oboe, voz
- Vincent McCusker: guitarras, voz

## Listado de canciones
- 1. Faced With Shekinah (8:23)

- 2. Wise As Wisdom (7:07)

- 3. White Eyes (7:16)

- 4. Garden Lady (9:00)

- 5. Three Spires (5:00)

- 6. Elizabeth (7:45)

- 7. The Seventh Secret (1:08)

- Duración total: 45:39